# Etxeberri (Arakil)
Pour les articles homonymes, voir Etxeberri.
Etxeberri est un village situé dans la commune d'Arakil dans la Communauté forale de Navarre, en Espagne. Il est doté du statut de concejo.
Etxeberri est situé dans la zone linguistique bascophone de Navarre.
C'est aussi un nom très courant en Iparralde, qui signifie maison neuve et se trouve sous la forme Etcheverry.